# Mikroregion Osório

Mikroregion Osório

Mikroregion Osório – mikroregion w brazylijskim stanie Rio Grande do Sul należący do mezoregionu Metropolitana de Porto Alegre. Ma powierzchnię 5.606,0 km²

## Gminy
- Arroio do Sal
- Balneário Pinhal
- Capão da Canoa
- Capivari do Sul
- Caraá
- Cidreira
- Dom Pedro de Alcântara
- Imbé
- Itati
- Mampituba
- Maquiné
- Morrinhos do Sul
- Mostardas
- Osório
- Palmares do Sul
- Santo Antônio da Patrulha
- Tavares
- Terra de Areia
- Torres
- Tramandaí
- Três Cachoeiras
- Três Forquilhas
- Xangri-lá